# 1289

## Събития
- Триполи е превзет от египетския султан Килаун ал-Алфи.

## Родени
- Фридрих Красивия, херцог на Австрия († 1330)
- Юта фон Хесен, немска херцогиня († 1317)
- 4 октомври – Луи X, крал на Франция († 1316 г.)
- 6 октомври – Вацлав III, крал на Бохемия († 1306)

## Починали
- Лъв III, цар на Малка Армения (* 1236)
- 24 май – Фридрих V, немски граф (* ?)
- 3 ноември – Йоан I Дука, владетел на Тесалия (* ок. 1240)